# Francesc Vallès Roselló
Francesc Vallés Roselló (Tortosa, 16 de desembre del 1820 - València, 18 de febrer del 1912) va ser un destacat militar carlí que va viure les tres carlinades. El seu pare, Antoni Vallès, voluntari des dels inicis de la primera guerra carlina i cap d'una partida de Ramon Cabrera, va ser afusellat a Tortosa el 1835. El 10 de setembre d'aquell any, Francesc s'incorporava amb només 14 anys, com a cadet d'infanteria al 1r Batalló de Tortosa de les forces de Cabrera.

## La Primera Guerra carlina
En la Primera Guerra, Vallès participà en 69 accions i va ser ferit tres vegades, sempre a les files del 1r Batalló de Tortosa. La seva trajectòria durant el conflicte fou relatada pel mateix Vallès en el seu expedient militar.

### Any 1835
Els fets més destacables durant la campanya del 1835 foren:
- Acció contra els Nacionals de Vinaròs i d'Alcanar el dia 15 d'octubre a Vinaròs.
- Setge i rendició del fort d'Alcanar el dia 18 d'octubre. Aquell dia, dos batallons de la Milícia Nacional de Vinaròs, que havien acudit a socórrer Alcanar foren dalmats per la cavalleria de Cabrera als afores de la població, amb 60 a 100 baixes que causaren una gran consternació a Vinaròs.[2][3]
- Acció a la Sénia contra Iriarte el 25 d'octubre.
- Atac i rendició de Roquetes, el 27 d'octubre.
- Atac i rendició de Xerta, el 2 de novembre.
- Atac i setge d'Alcanyís el dia 1 de desembre.

### Any 1836
Els fets més destacables durant la campanya del 1836 foren:
- Acció de Las Parras de Castellote contra Carmona el 15 de gener.
- Acció de Tortosa contra el 5è Batalló Lleuger el 23 de gener.
- Acció de Castellseràs contra el 1r Batalló Lleuger, el 3 de febrer.
- Accions de Salva i Cañete contra el brigadier López, el 3 de març.
- Acció de Ojos Negros contra Nogueras el 14 de març.
- Acció d'Albalate contra Churruca el 19 de març.
- Atac i rendició de Llíria, Villamarchante i Xest el 27 de març.
- Acció de Xiva contra Palacios l'1 d'abril.
- El dia 16 d'abril del 1836 és ascendit a Sotstinent.
- Sorpresa de Casp l'1 de maig.
- Acció d'Ulldecona contra Briarte el 18 de juny.
- Setge de Gandesa i atac contra el brigadier Nogueras del 20 al 24 de juny.
- Atac i rendició de T[…] el 7 de juliol.
- Acció de Rossell contra Borso el 21 de juliol.
- Accció de Villarluengo contra Montero el 4 d'agost.
- Setge de Gandesa del 12 al 18 d'agost.
- Acció contra Nogueras el 26 d'agost.
- Acció de la Sénia contra Borso del 22 al 26 d'octubre.
- Acció de Vallderoures contra Avecias l'1 de novembre.
- Acció de Xert i de Sant Mateu contra Borso el 20 de novembre.

### Any 1837
Els fets més destacables durant la campanya del 1837 foren:
- Atac i rendició de Benimàmet i Burjassot el 17 de gener.
- Acció contra la guarnició de Castelló el 19 de gener.
- Acció de Torreblanca contra Borso el 21 de gener.
- Acció de Luco de Bordón contra el Marqués de Palacios el 2 de febrer.
- Acció de las Cabrillas el 18 de febrer.
- Acció contra els urbans de Gandesa el mes de febrer.
- Acció de Móra la Nova contra els provincials el mes de febrer.
- Setge i rendició de Sant Mateu del 21 al 28 de febrer.
- El 4 de març és nomenat tinent.
- Accions contra Oraá a la Sénia del 5 al 10 de març.
- Acció de Morella contra Oraá el 12 de març.
- Setge de Gandesa del 20 al 27 de maig.
- Acció contra Nogueras el 28 de maig..
- Acció de Xerta contra Borso el 29 de juny, defensant el pas de l'Ebre per part de l'Expedició Reial comandada per Carles V.
- Acció de Xiva contra Oraá el 15 de juliol.
- Atac a Móra d'Ebre el 27 de juliol, on va ser ferit.
- L'acció de Vallecas el 12 de setembre.
- Atac i entrada a Guadalajara el 17 de setembre.
- L'acció de Aranzueque contra Espartero el 18 de setembre.
- Acció d'Arcos de las Canteras contra Oraá el 22 de setembre.
- Setge d'Amposta des del 7 al 12 d'octubre.
- L'acció de Catí contra Oraá el 26 d'octubre.
- L'acció de Villar de Canes contra Oraá el 27 d'octubre.-
- El 25 de desembre és ascendit a capità.

### Any 1838
Els fets més destacables durant la campanya del 1838 foren:
- Setge de Falset del 7 al 10 de gener.
- Setge i presa de Benicarló del 20 al 26 de gener.
- Setge de Gandesa del 17 al 27 de febrer.
- Acció contra Joaquin Ayerbe el 28 de febrer, on fou ferit.
- Acció de l'Alcora contra Borso el 14 de juliol.
- Acció de Cinctorres contra Evaristo Fernández de San Miguel el 24 de juliol.
- Accions diàries contra Oraá durant el setge de Morella del 29 de juliol al 19 d'agost.
- Setge i presa de Bellmunt del 24 al 26 de setembre.
- Acció contra Pardiñas a Morella l'1 d'octubre.
- Nomenament de tinent coronel graduat, el 6 d'octubre.
- Setge de Casp del 14 al 18 d'octubre.
- Atac i entrada a Calataiud el 16 de novembre.
- Accions a les planes d'Iniesta contra López el 6 de desembre.

### Any 1839
Els fets més destacables durant la campanya del 1839 foren:
- Acció de l'Alcora contra Antonio van Halen el 2 de febrer, on fou ferit.
- Acció de Peñarroya contra Ayerbe l'1 de març.
- Setge de Vilafamés del 14 al 16 d'abril.
- Nomenament de segon comandant el dia 6 de maig.
- Acció de l'Alcora contra Aznar el 24 de juny.
- Acció d'Atzeneta contra O'Donell el 18 de juliol.
- Accions quasi diàries contra O'Donell en el setge de Tales de l'1 al 16 d'agost.
- Accions de Lora i Chulilla contra Azpiroz el 24 de desembre.

### Any 1840
Els fets més destacables durant la campanya del 1840 foren:
- Acció d'Alcocer contra Quiñónez el 20 de gener.
- Acció de Peralejos i Truchas contra Rodríguez el 24 de gener.
- Diverses topades contra Espartero el mes de maig davant Morella
- Últim ascens durant la primera guerra: primer comandant el dia 1 de juliol.
- Acció de Berga el 4 de juliol.

## Període d'entreguerres
Després de l'última derrota a Berga, Vallès s'exilia a França i, després a Amèrica. El 1848 torna i s'instal·la a Alcalá de Xivert, on es casarà amb Carme Girona i tindrà almenys un fill, Lluís Vallés Girona, que seguiria els passos del seu pare en la militància carlina.
Durant aquest període prendrà part activa en la política local, dirigint una de les faccions del partit carlí d'Alcalà, coneguda com la de la capa, rivalitzant amb el grup de la manta, encapçalat per Pasqual Cucala Mir.
El 28 de maig del 1870 s'expedeix a Tour de Peilz el nomenament de coronel d'infanteria de l'exèrcit carlí, signat pel secretari de Carles VII, Joaquín Elío, amb efectes a partir de l'11 d'agost del 1870.

## La Tercera guerra carlina
Durant la Tercera guerra carlina, Vallès, Cucala i Segarra, esdevindran els tres capitosts més destacats del moviment carlí al Maestrat. Però entre la primavera-estiu del 1872 i l'estiu del 1875, Francesc Vallès passarà de ser la màxima autoritat militar carlina del Maestrat a veure's totalment postergat dins l'estructura jeràrquica de l'exèrcit. Potser per aquest motiu, quan s'acabaria la guerra a la zona, Vallès s'acolliria a l'indult que oferiria l'anomenat Conveni de Cabrera.
Amb el grau de coronel, Vallès inicia el juny del 1872 les seves activitats militars, que es desenvoluparan inicialment sobretot a les comarques del Montsià, el Baix Ebre i el Priorat. Durant el 1872 ocuparà el càrrec de comandant general de la província de Tarragona, destacant en les accions de la Bisbal de Falset el 25 d'agost contra les forces del coronel Capa, la de la Pobleta del 14 de setembre i la del 30 de setembre a la Palma i la Pobleta de Granadella, on fou ferit i per la qual el 4 de novembre del 1872 rebé el nomenament de brigadier per part de Carles VII.

### Any 1873
Durant la primera meitat del 1873 participà en els següents fets d'armes:
- Acció de la Cellera el 7 i 8 de gener.
- Acció de la Pileta el 10 de març, on caigué ferit de mort l'ulldeconenc Francesc Tallada i Forcadell.
- Acció de l'Espluga de Francolí el 27 de març.
- Presa d'el Perelló el 14 de juny.
- Rendició de Vandellòs el 28 de juny.
- Rendició de Torredembarra el 29 de juny.
- Rendició de la Figuera el 7 d'agost.

El 9 d'agost, amb el nomenament de l'Infant Alfons de Borbó com a comandant general del Maestrat, Vallès creuà l'Ebre cap al territori del Maestrat, amb uns centenars de voluntari i el capitost Ramon Piñol, Panera.
De seguida, s'organitza l'anomenada Divisió del Maestrat en una trobada celebrada als Ports de Beseit entre Vallés, Cucala, Segarra, Polo i altres caps. Havia d'estar composta per 5 batallons, a les ordres de Cucala, Segarra, Polo, Panera i Vallès, respectivament.
Fins a finals d'any 1873, participarà en les següents accions:
- Acció de Cantavella, el 2 d'octubre.
- Entrada a Segorb.
- Presa de Benissanet.
- Rendició de Casp, on se li afegiran més de 200 voluntaris.
- Atac al castell de Móra d'Ebre el 25 d'octubre, rebutjat per la resistència dels voluntaris liberals sota el comandament de l'alcalde de la població Salvador Algueró lo Moro.
- Setge de Morella durant el mes de novembre, fins a la derrota d'Ares i l'arribada del general Palacios.

El 15 de setembre Tomàs Segarra havia entrat a Benicarló amb ordres de Vallès de prohibir i castigar la incorporació a les files governamentals, així com les delacions a les autoritats del pas de forces carlines.
El 7 de novembre l'Infant Alfons era nomenat Comandant General de Catalunya i del Centre i, per tant, màxima autoritat militar carlina al Maestrat.

### Any 1874
El fet d'armes més destacat d'aquest any fou la presa de Vinaròs per part de les tropes de Segarra i Vallès la nit del 17 febrer. La població era defensada pel coronel Diego Navarro amb una força de 700 efectius, entre soldats de l'exèrcit regular i membres de la Milícia Nacional. Els carlins s'apoderaren de 800 fusells, set canons de gran calibre i una enorme quantitat de municions, queviures i equipaments de guerra. Quasi al mateix temps es produí la presa d'Amposta, la qual cosa va produir un gran efecte en la tropa.
El 24 de febrer Vallès fou nomenat Mariscal de Camp per Carles VII.

#### La caiguda en desgràcia
El 24 de maig, Alfons de Borbó i Àustria-Este i la seva esposa Maria de les Neus de Bragança, creuaren l'Ebre per Flix, dirigint-se al Maestrat. Vallès rebé l'ordre de protegir la marxa del batalló de zuaus que acompanyava Alfons Carles, però tement-se una emboscada per part de les forces del general Salamanca i considerant que els zuaus venien protegits per les forces de Tristany, decidí tirar enrere. Aquesta acció va suposar que Vallès fos destituït immediatament del càrrec de Comandant General del Maestrat i se'l va voler compensar amb el comandament de les forces de Xelva, però ho refusà. Segons les memòries de l'esposa de l'Infant Alfons Carles, Maria de les Neus de Bragança, a l'enuig pel no compliment de les ordres rebudes en el trasllat cap a la zona Centre, s'hi afegia la suposada inactivitat de Vallès en el Maestrat, on no hauria sabut aprofitar la superioritat sobre les forces liberals i la situació de la Reial Hisenda carlina, amb 9 mesos de contribucions avançades malgrat importants endarreriments en la paga dels soldats.
El mes d'octubre, Alfons i Maria de les Neus abandonaren Espanya, cansats de les indisciplines d'alguns caps i contrariats per la separació de l'exèrcit del Centre i el de Catalunya decidit per l'alt comandament carlí.
El desembre és nomenat Antonio Lizárraga Esquiroz nou Comandant General de l'exèrcit del Centre, atorgant a Vallès la Comandància General de Conca i Guadalajara, substituint el brigadier Ángel Casimiro Villalaín.
Acompanyant Lizárraga en el fracassat intent d'aïllar Madrid, Vallès aconseguiria la presa de Molina de Aragón el 13 de gener del 1875. Seria aquesta l'última acció militar destacada en la que intervindria.

## El final de la guerra i la petició d'indult
La substitució de Lizárraga per Dorregaray en la Comandància General del Centre el mes de gener del 1875, assenyala el final de l'activitat de les forces carlines al Maestrat i la definitiva caiguda en desgràcia del brigadier Vallès.
El dia 11 de març del 1875 es firmava a l'hotel Mirabeu de París, el conveni on Cabrera reconeixia Alfons XII com a rei a canvi del manteniment dels furs a les províncies basques i a Navarra, així com el respecte als graus dels militars carlins que s'acollissin a indult.
Vallès era novament acusat d'infidència i tancat a la presó de Beseit. Allí es trobava a primers de juliol, quan les forces carlines de Dorregaray abandonaven el Maestrat, creuant l'Ebre per Casp.
Vallès, així com el seu fill Lluís, es va presentar a les autoritats liberals de Tortosa el dia 15 de juliol i el 26 realitzava per escrit el reconeixement del rei Alfons XII, adherint-se al Conveni de Cabrera. De Tortosa va passar a València i el 31 d'agost fou emesa l'ordre de ser traslladat al dipòsit de carlins presentats a indult d'Àvila. Allà, la Junta Clasificadora de Carlistas Presentados inicià els expedients destinats a comprovar la veracitat de les dades aportades per tots aquells militars carlins acollits a indult. Francesc Vallès va intentar demostrar la seva graduació de Mariscal de Camp i la possessió de la Gran Cruz de la Real Orden Americana de Isabel la Católica, però només se li reconegué el dret a indult.
Acabada la guerra, se n'anà a viure a València, on moriria el 18 de febrer del 1912 amb 91 anys.